# Virabhadrasana
Virabhadrasana (en sánscrito: वीरभद्रासन, AITS: vīrabhadrāsana), postura de Virabhadra o postura del guerrero es una serie de asanas de pie en el yoga moderno. Es una postura considerada de nivel básico o para principiantes.

## Etimología y origen
La palabra en sánscrito Virabhadrasana significa 'postura de Virabhadra':
- Vira (en sánscrito: वीर, AITS: vīra), que significa 'héroe'[5]
- Bhadra (en sánscrito: भद्र, AITS: bhadra), que significa 'bueno, amistoso'[6]
- Asana (en sánscrito: आसन, AITS: āsana), que significa 'postura'[7]

### Origen

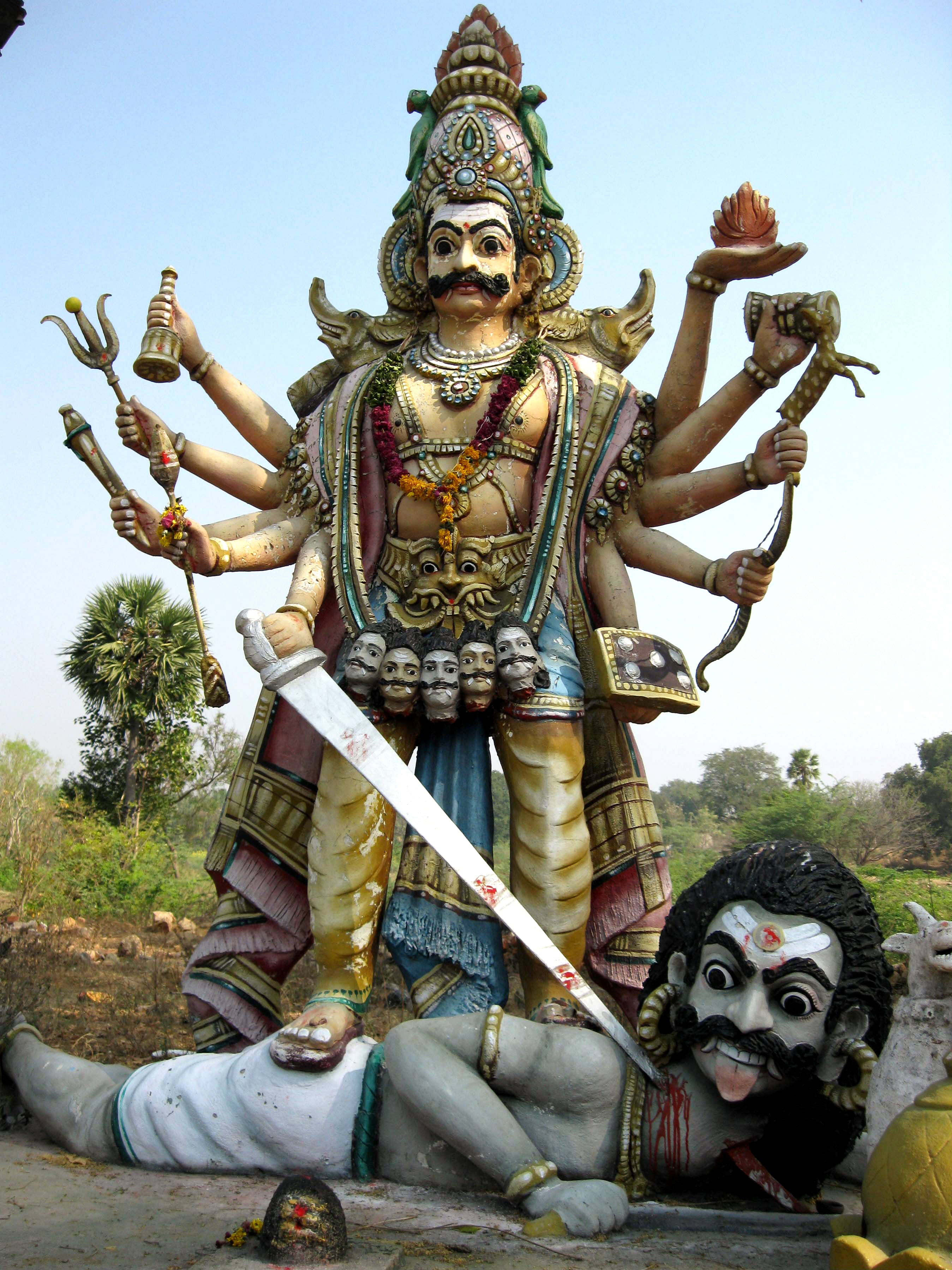
El mítico guerrero Virabhadra, sus numerosos brazos simbolizan sus poderes.

El mito de Virabhadra cuenta que el poderoso sacerdote Daksha hizo un gran yajña (sacrificio ritual) pero no invitó a su hija menor Satí y a su esposo Shiva, el gobernante supremo del universo. Satì se enteró y decidió ir sola al yajña. Cuando llegó, Sati discutió con su padre. Incapaz de soportar sus insultos, ella pronunció una promesa a su padre: «Como fuiste tú quien me dio este cuerpo, ya no deseo estar asociado con él». Se acercó al fuego y se arrojó. Cuando Shiva se enteró de la muerte de Satì, quedó devastado. Se arrancó un mechón de su cabello y lo golpeó contra el suelo, donde se levantó un poderoso guerrero. Shiva nombró a este guerrero Virabhadra y le ordenó ir al yajña y destruir a Daksha y a todos sus invitados.

## Descripción
Para la primera postura, Virabhadrasana I, se puede iniciar desde la postura de la montaña, Tāḍāsana. En Virabhadrāsana I, si se inicia hacia el lado derecho, las caderas se giran hacia el pie delantero (el izquierdo), que se adelanta y su lado interno se encuentra hacia la derecha; el pie trasero (el derecho) se gira hacia adelante. El cuerpo se hunde en una estocada hasta que la rodilla delantera (izquierda) se dobla en ángulo recto, la pierna trasera (derecha) permanece recta y el pie trasero trabaja para mantener toda la planta del pie en el piso. Los brazos se estiran hacia arriba, la espalda está ligeramente arqueada y la mirada se dirige hacia arriba.

## Estudios
Un estudio en Hong Kong publicado el 2015 se realizó para examinar los efectos del hatha yoga durante 12 semanas sobre la resistencia cardiorrespiratoria, la fuerza y resistencia muscular, y la flexibilidad de la espalda baja y los músculos isquiotibiales en adultos chinos. La rutina diaria incluyó 57 posturas dentro de las cuales se consideraron las siguientes: Utkatasana, Tadasana, Malasana, Vrikshasana, Ushtrasana y Virabhadrasana. Los resultados mostraron mejoras significativas en el grupo experimental de hombres y mujeres (87 personas) respecto al grupo de control (86 personas).
Un estudio clínico en Nueva Jersey (Estados Unidos) publicado el 2015 en 25 mujeres con 35 a 37 semanas de embarazo que participaron en una sesión de yoga en donde se ejercitaron en 26 asanas (se incluyó Virabhadrasana) concluyó que no hubo efectos negativos en la salud de las mujeres y los fetos.
Otro estudio en Pune, India, publicado el 2019, se llevó a cabo para determinar el impacto de la práctica de asanas con el objetivo de comprobar si existe un efecto en la capacidad de equilibrio en personas de 60 a 75 años. Del grupo de muestreo de 40 personas, se eligieron 20 como grupo experimental (10 hombres y 8 mujeres) que llevó durante 4 semanas sesiones de 25 a 30 min en donde se ejercitaron las siguientes asanas paulatinamente: Tadasana, Virabhadrasana, Utkatasana, Vrikshasana, Trikonasana y Adho mukha svanasana; todas con la ayuda de una silla. El estudio concluyó que las yogasanas son efectivas para mejorar el equilibrio en personas de edad avanzada al final de cuatro semanas en comparación con el grupo de control.

## Contraindicaciones
Es una postura contraindicada para personas con hipertensión arterial, espondilitis anquilosante, lesiones e inflamaciones en las rodillas y problemas cardíacos.

## Galería de variantes

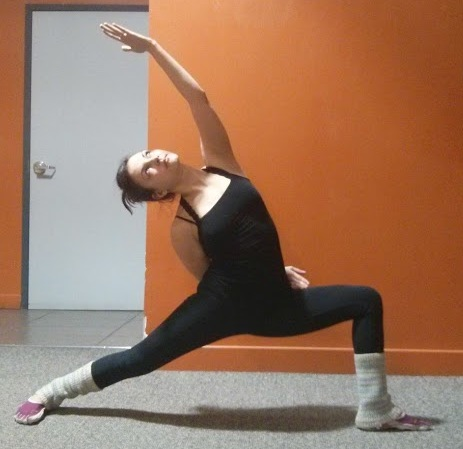
Viparita Virabhadrasana, postura del guerrero invertido.
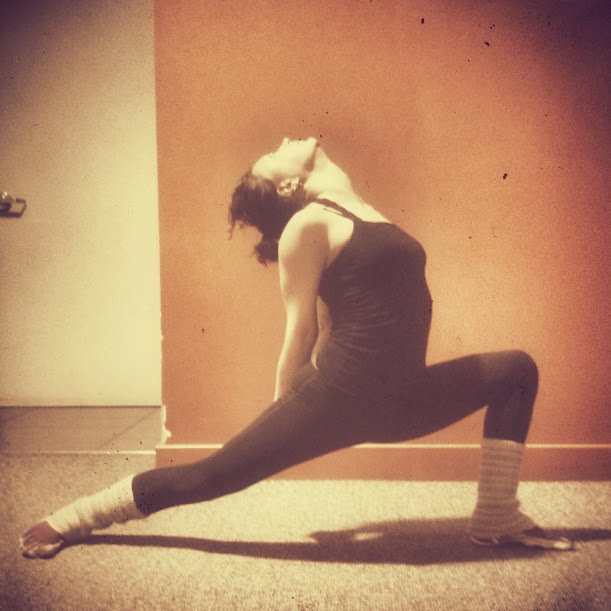
Baddha Vīrabhadrāsana, postura del guerrero humilde.